# جون إي. مارتن
جون إي. مارتن (بالإنجليزية: John E. Martin)‏ هو قاضي ومحامي أمريكي، ولد في 15 نوفمبر 1891، وتوفي في 9 ديسمبر 1968.